# روجر بروس (سياسي)
روجر بروس (بالإنجليزية: Roger Bruce)‏ هو سياسي أمريكي، ولد في 9 مايو 1953 في الولايات المتحدة. حزبياً، نشط في الحزب الديمقراطي. وقد انتخب عضو مجلس نواب جورجيا.